# Балдуїн III
Балдуїн III (лат. Balduinus III; 1130 — 10 листопада 1163) — король Єрусалиму (1143—1162).

## Ім'я
Названий на честь свого діда по матері.

## Біографія
Народився 1130 року у родині Фулько I та Мелісенди I. Виховувався під опікою матері. Здобув чудову освіту. У 1143 році після смерті батька був коронований, по праву Jure matris, разом з Мелісендою, проте остання зберегла усю повноту влади. Балдуїн більше займався військовими справами. Проте, незабаром виникла потреба нагальних дій з оборони кордонів від правителів Алепо та Дамаску. У 1147 році Балдуїн III зазнав поразки у битві при Босра. Але це не призвело до територіальних втрат держави.
Згодом надавав допомогу учасником Другого хрестового походу. У 1149 році, після загибелі князя Раймунда, встановив регентство над Антіохійським князівством. Намагався видати свою двоюрідну сестру Констанцію за свого союзника, але марно. У 1150 році він вступив у конфлікт з матір'ю стосовно володарювання в королівстві. Ця боротьба тривала до 1153 року, коли Балдуїн III нарешті повністю взяв контроль над Єрусалимом. Водночас він втручався у справи графства Триполійського (після смерті Раймунда II). Балдуїн II допоміг своїй тітці Годьєрні встановити регентство у графстві. Тоді ж Балдуїн III робив спроби зберегти залишки Едеського графства, завдав поразки атабеку Нур ад-Діну у битві при Айнтабі, втім змушений був залишити територію Едеського графства. Ще у 1152 році здобув також перемогу над Артукідами у північній Сирії.
Разом з цим у 1153 році Балдуїн III відібрав місто Аскалон у фатимідського Єгипту. У 1156 році було також укладено мир з Нур-ад-Діном. У 1157 році король втрутився у конфлікт між Тьєрі Фландрським та Райнальдом Шатільойном за місто Шайзар. У 1158 році Балдуїн III поблизу Тиверіадського озера переміг Нур-ад-Діна, який вимушений був укласти з Єрусалимський королівством новий мирний договір, вигідний Балдуїнові.
Для зміцнення свого становища з 1157 року Балдуїн III робив спроби укласти союз з Візантією, зрештою цього вдалося досягти у 1158 році. Наступного року король стає регентом Антіохійського князівства. У цей час значення Єрусалимської держави значно зросло. Але 10 лютого 1162 в Бейруті Балдуїн III раптово помер від хвороби, яка перебігала з проявами дизентерії. Не виключають, що його було отруєно Раймундом III Триполійським, який підкупив персонального лікаря Балдуїна, що дав королю отруту (скоріше за все миш'як).

## Сім'я
Дружина — Феодора Комніна, донька себастократора Ісаака Комніна